# بوجمعة هيشور
بوجمعة هيشور، من مواليد 27 فبراير 1948 في قسنطينة ، هو سياسي جزائري
بعد مسيرته الطويلة في المنظمات الشبابية في جبهة التحرير الوطني في السبعينيات ، سيعمل نائباً بين عامي 1977 و 1982 قبل أن يستمر في شغل مناصب في جبهة التحرير الوطني حتى عام 2001 عندما تم تعيينه سيناتوراً في منصب الرئيس الثالث. ثم بالسلاسل عدة مناصب وزارية حتى عام 2008

## وظائف
- 1977 - 1982 ، عضو المجلس الشعبي الوطني
- 2001 - 2003 ، عضو مجلس الشيوخ عن الثلث الرئاسي
- 2003 - 2004 ، وزير الشباب والرياضة
- 2004 - 2005 ، وزير الاتصال
- 2005 - 2008 ، وزير البريد وتكنولوجيات الاعلام والاتصال